# Krzaki (Łódź)
Pour les articles homonymes, voir Krzaki.
Krzaki est une localité polonaise de la gmina de Brzeźnio, située dans le powiat de Sieradz en voïvodie de Łódź.